# Contos de Natal
Contos de Natal foi uma série brasileira, composta por 5 episódios de meia-hora de duração cada, exibidos nos dias 7, 8, 9, 10 e 11 de dezembro de 1998, às 18h pela Rede Bandeirantes. Foi escrita por Ana Maria Moretzsohn e dirigida por Del Rangel.

## Tramas

### Sinal dos Tempos
Miriam, Cassiano e Olívia, são cristãos e percebem que o fim dos tempos está próximo, logo, são perseguidos por Joaquim, Marcílio, Renato e também Julian, ex-futuro marido de Olívia e também ex-cristão. Miriam e sua "turma" são auxiliados por uma Anja chamada Anabel. Logo, tudo trata-se de um sonho de Julian, que se recusava a se converter.

### Natal Para Dois
Mariana e Celso eram amigos de infância, e não se viam desde a faculdade, Mariana nunca teve chance de falar de seu amor a Celso, mas ele é casado com Gina. Mais tarde, Gina fica enciumada com a reaproximação entre Mariana e Celso, mas no final, Celso arruma um jeito de se divorciar de Gina e se casar com Mariana, e na noite de Natal, eles jantam a luz de velas e comemoram um Natal a Dois.

### Oração
André, é casado com Patrícia, ele é alcoólatra, até que um dia, Patrícia o leva para uma igreja, ele escuta a oração de uma criança e torna-se cristão, mas luta contra o vício pela bebida.

### Amor Incondicional
O Executivo e Milionário, Moreto, é completamente apaixonado por sua mulher Ana Gésia. Os Críticos Frederico e Nelson, acham que Ana, só se casou com Moreto pelo dinheiro e ainda são preconceituosos com eles, por Moreto ser 10 anos mais velho que Ana. Logo depois, eles vêem que isso trata-se de um Amor Incondicional, e não um interesse por dinheiro.

### Negócios de Menino com Menina
Leandro, filho do prefeito da cidade de Ouro Preto, escolhe três moças, de nome: Vânia, Maila e Bianca. Ele dá um saco de Milho para Vânia, um de Aveia para Maila e um de Trigo para Bianca. Ele esconde um Rubi em cada saco. Quando vai a casa de Vânia e Maila, elas dizem que gastaram o Rubi. Quando mordeu um pedaço do pudim de trigo de Bianca, acabou mordendo o Rubi, ele devolveu o Rubi a ela, colocou braceletes em suas mãos e casou-se com ela.

## Elenco
Episódio 1 (Sinal dos Tempos)
- Adriana Londoño - Miriam Rocha
- João Signorelli - Cassiano Rocha
- Luciana Azevedo - Olívia San Marino
- Ricardo Homute - Julian Oliveira
- Felipe Kannenberg - Joaquim Fonseca
- Oscar Munhoz - Marcílio
- Rúben Cossater - Renato
- Ana Lúcia Torre - Anabel

Episódio 2 (Natal Para Dois)
- Marcos Caruso - Celso Freitas
- Aldine Müller - Mariana Gutman
- Rosângela Petta - Gina Freitas

Episódio 3 (Oração)
- Gésio Amadeu - André
- Camila Paixão - Patrícia

Episódio 4 (Amor Incondicional)
- Cássio Scapin - Moreto Borba León Ávila de Vinheta Castilha
- Maria Fernanda Cândido - Ana Gésia de Vinheta Castilha
- Carmo Dalla Vecchia - Frederico
- Guga Coelho - Nelson

Episódio 5 (Negócios de Menino com Menina)
- Rúbens Caribé - Leandro Novaes
- Tuca Graça - Bianca de Aguiar Novaes
- Juliana Gomes - Vânia Nunes
- Patrícia Mayo - Maila di Mascarenho